# Kim Johnsson
Kim Johnsson, född 17 mars 1976 i Malmö är en svensk före detta professionell ishockeyspelare som blev draftad av New York Rangers 1994. 
Kim har Trelleborg Ishockeyförening som moderklubb och gick till Malmö Redhawks som junior. Han spelade juniorishockey för Malmö Redhawks från 1993 samtidigt som han gjorde Elitseriepremiär. Kim Johnsson spelade fem säsonger med Malmö sedan han blev draftad av New York Rangers, men han flyttade säsongen 1999-2000 för att prova på NHL-spel. Efter två säsonger med Rangers såldes han vidare till Philadelphia Flyers 2001. Under lockoutsäsongen 2004-2005 spelade han för schweiziska Ambri Piotta. Han skrev ett fyraårskontrakt som free agent 2006 med Minnesota Wild.
I februari 2010 blev Kim bortbytt till Chicago Blackhawks i utbytte mot Cam Barker. Efter en hjärnskakning i mars 2010 spelade han inga fler matcher för Chicago Blackhawks. Skadan tvingade också Kim att vila under slutspelet 2010, något som medförde att han missade chansen att vinna Stanley Cup med Blackhawks.  
Han har spelat 49 landskamper med juniorlandslaget och 98 landskamper med Tre Kronor (2007). Han blev världsmästare 1998 och deltog i OS 2002. I VM 2001 blev han uttagen i All-Star Team och utvald av IIHF som turneringens bästa back. Johnsson var uttagen till OS 2006 i Turin, men han valde att lämna återbud på grund av personliga skäl.

## Meriter
- Junior 18 EM-guld 1994
- Junior 20 VM-silver 1996
- VM-guld 1998
- VM-brons 1999, 2001, 2002
- Uttagen till IIHF:s val av bäste back 2001
- Uttagen i VM:s all star team 2001
- Bästa försvarare i Philadelphia Flyers (Barry Ashbee Trophy) Säsongen 2001-2002
- Bästa försvarare i Philadelphia Flyers (Barry Ashbee Trophy) Säsongen 2003-2004

## Klubbar
- Trelleborg Ishockeyförening, 1986-1993, Tränade innan Elitserie debuten
- Malmö Redhawks, 1993-1999, Elitserien
- New York Rangers, 1999-2001, NHL
- Philadelphia Flyers, 2001-2004, NHL
- Ambri Piotta, 2004-2005, NLA
- Philadelphia Flyers, 2005-2006, NHL
- Minnesota Wild, 2006-2010, NHL
- Chicago Blackhawks 2010, NHL